# Heinrich Best
Pour les articles homonymes, voir Best.
Heinrich Best (né le 10 juin 1949 à Cologne) est un sociologue allemand.

## Biographie
De 1959 à 1967, Best étudie au lycée Kreuzgasse de Cologne. Il étudie ensuite la sociologie, l'histoire, les sciences politiques et l'économie à l'Université de Cologne de 1967 à 1973. En 1977, il y obtient son doctorat en histoire. Best termine son habilitation en 1987 à l'Université de Cologne avec la thèse Structure et action des groupes parlementaires dirigeants en Allemagne et en France 1848/49. De 1987 à 1992, il est professeur à Cologne, de 1990 à 1994 directeur scientifique du Centre d'information pour les sciences sociales (IZ) de Bonn et depuis 1992, il enseigne la sociologie à l'Université Friedrich Schiller d'Iéna. Ses domaines de travail sont: la sociologie politique, la sociologie historique, l'analyse des structures sociales, la recherche de méthodes et la recherche sur les élites, en particulier sur les élites face au changement systémique.
Depuis 2012, il dirige le Thüringen-Monitor, une enquête annuelle représentative de la population sur la culture politique en Thuringe qui a lieu depuis 2000. Il est membre du conseil d'administration de KomRex - Centre de recherche sur l'extrémisme de droite, l'éducation à la démocratie et l'intégration sociale au FSU Iéna.

## Travaux (sélection)
- Interessenpolitik und nationale Integration 1848/49. Handelspolitische Konflikte im frühindustriellen Deutschland. (= Kritische Studien zur Geschichtswissenschaft, Bd. 37). Vandenhoeck & Ruprecht, Göttingen 1980,  (ISBN 978-3-525-35994-5).
- Die Abgeordneten der Assemblée Nationale Constituante 1848/49. Sozialprofil und legislatives Verhalten. Zentrum für Historische Sozialforschung, Köln 1983,  (ISBN 3-923876-01-7).
- mit Wilhelm Weege: Biographisches Handbuch der Abgeordneten der Frankfurter Nationalversammlung 1848/49. Droste, Düsseldorf 1996,  (ISBN 978-3-7700-5193-9).
- mit Everhard Holtmann (de): Aufbruch der entsicherten Gesellschaft. Deutschland nach der Wiedervereinigung. Campus Verlag, Frankfurt am Main 2012,  (ISBN 978-3593397740).